# Sóstófalva
Sóstófalva község Borsod-Abaúj-Zemplén vármegyében, a Miskolci járásban.

## Fekvése
Sóstófalva Észak-Magyarországon található úgynevezett zsáktelepülés. Az ősfalu a Hernád folyó völgyében terült el, de a gyakori áradások miatt kb. 2 km-re távolabb, a völgyet határoló domb túloldalára települt az 1880-as években.
A település közigazgatásilag a Szerencsi járáshoz tartozott. További közeli nagyváros Miskolc. Mindkét várostól egyaránt 21 km-re van.
A települést kelet, észak és nyugat irányból összefüggő domb veszi körül, déli irányban a völgy a szomszédos Újcsanálos felé nyitott.
A három történelmi vármegyét (Borsod, Abaúj-Torna és Zemplén) magábafoglaló országrész zempléni területén található Abaúj-Torna és Zemplén határán.
A Hernád bal parti oldalán fekszik; a közvetlenül szomszédos települések: északkelet felől Alsódobsza, dél felől Újcsanálos, délnyugat felől Ócsanálos (Onga különálló településrésze), északnyugat felől pedig Szikszó.

### Megközelítése
Zsáktelepülés, közúton csak egy útvonalon érhető el, a Gesztely-Megyaszó-Bekecs közt húzódó 3702-es útból kiágazó 37 102-es számú mellékúton.

## Története
A település jelenlegi helyén és nevén csak 1896-tól létezik. Ezen a területen volt egy Sós nevű uradalmi gazda birtoka, annak közelében pedig egy tó, mely azóta kiszáradt.
Az ősfalu a Hernád folyó partján terült el, melynek Hoporty volt a neve.
A folyó gyakori áradása miatt lakosai távolabb kényszerültek, majd egy 1892-es tűzvészben a falu teljesen leégett, így kezdtek lakói a jelenlegi falu helyén építkezni és 1896-ban Sóstófalva nevet vette fel az új település.
A Hernád menti települést már egy 1387-es irat is Hoporty néven említi. Régészeti leletek pedig neolit település maradványait is megtalálták ezen e helyen.
A hajdani lakosság gazdálkodással földműveléssel foglalkozott, sokan jártak közülük napszámba a Sós uradalomba.
A régi település hagyatéka a Református Templom harangja.

## Közélete

### Polgármesterei
- 1990–1994: Minden László (független)[3]
- 1994–1998: Minden László (független)[4]
- 1998–2002: Sztrakon Béla (független)[5]
- 2002–2006: Sztrakon Béla (független)[6]
- 2006–2010: Sztrakon Béla (független)[7]
- 2010–2014: Sztrakon Béla (független)[8]
- 2014–2019: Sztrakon Béla (független)[9]
- 2019–2024: Sztrakon Béla (független)[10]
- 2024– : Sztrakon Béla (független)[1]

## Népesség
A település népességének változása:
| Lakosok száma | 250  | 244  | 234  | 202  | 205  | 220  | 232  |
|               | 2013 | 2014 | 2015 | 2021 | 2022 | 2023 | 2024 |

A 2001-es népszámlálás adatai szerint a településnek csak magyar lakossága volt.
A 2011-es népszámlálás során a lakosok 96,3%-a magyarnak, 2,9% cigánynak, 0,4% ukránnak mondta magát (3,8% nem nyilatkozott; a kettős identitások miatt a végösszeg nagyobb lehet 100%-nál). A vallási megoszlás a következő volt: római katolikus 31,3%, református 38,8%, görögkatolikus 2,9%, evangélikus 2,5%, felekezeten kívüli 6,3% (18,3% nem válaszolt).
2022-ben a lakosság 82,9%-a vallotta magát magyarnak, 6,8% cigánynak, 0,5% románnak, 0,5% németnek, 2,4% egyéb, nem hazai nemzetiségűnek (17,1% nem nyilatkozott; a kettős identitások miatt a végösszeg nagyobb lehet 100%-nál). Vallásuk szerint 20,5% volt római katolikus, 26,3% református, 2,4% görög katolikus, 2,9% evangélikus, 2,4% felekezeten kívüli (45,4% nem válaszolt).

## Közlekedése
Miskolc és Szerencs irányából a Volánbusz által üzemeltetett 3730-as járattal közelíthető meg.